# Самум (корабель)
Малий ракетний корабель проєкту 1239 «Самум» — малий ракетний корабель (МРК) на повітряній подушці у складі 41-ї бригади ракетних катерів Кримської військово-морської бази Чорноморського флоту, проєкту 1239.
Є найбільшим у своєму підкласі у практиці російського та світового кораблебудування швидкохідним бойовим кораблем, що використовує гідродинамічну платформу — катамаран з аеростатичним повітряним розвантаженням.
Побудований на Зеленодольському суднобудівному заводі і, після дослідної експлуатації, увійшов у 1999 році до складу сил постійної готовності Чорноморського флоту, де вже служив однотипний корабель «Бора». За ударним потенціалом цього корабля на Російському Чорноморському флоті немає рівних: при великій швидкості по ударному озброєнню еквівалентний есмінцю проєкту 956, але за габаритами залишається в класі МРК.
За підсумками 2016 року «Самум» очолив список найкращих кораблів другого рангу Чорноморського флоту.
На серпень 2020 року корабель знаходився в ремонті на 13-му СРЗ.
Під час російського вторгнення в Україну 2022 року, 7 березня 2022 р. отримав пошкодження внаслідок атаки з боку України (спочатку був прийнятий за патрульний корабель «Василь Биков»).
14 вересня 2023 року його пошкодили сили ЗСУ надводним дроном «Морський малюк» (англ. SeaBaby).